# Ugello (meccanica)

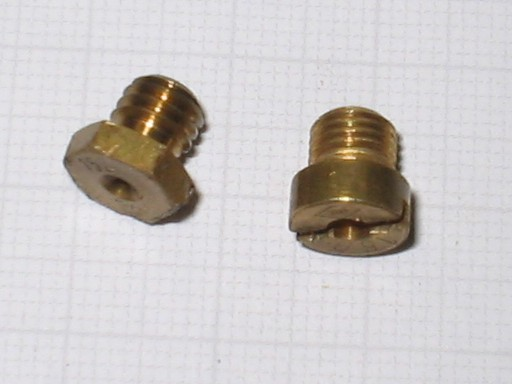
Getti

L'ugello, detto anche getto, o gicleur in meccanica è quel o quei componente/i presente/i nel carburatore, costruito in ottone. Si tratta sostanzialmente di una piccola vite, dotata di un piccolo foro calibrato, che la attraversa lungo tutto il suo asse.

## Funzione
Il getto ha il compito di limitare l'apporto di carburante nel circuito d'alimentazione, agendo insieme agli altri componenti modificando la carburazione.

## Premessa
I getti non sono tutti uguali e si differenziano per vari fattori, come:
- Profilo della testa (definisce il tipo d'utensile con cui si avvita toglie il getto)
- Passo della filettatura, quasi mai più aziende producono getti con il medesimo passo
- Dimensioni fisiche/Tipo di getto, generalmente si differenziano per getto del massimo, del minimo, del minimo emulsionatore, di potenza, d'avviamento, dell'aria

## Tipo di testa
La testa del getto è generalmente di due tipi:
- Rotonda con sede per il cacciavite a taglio (utilizzata dalla Dell'Orto e altre marche.
- Esagonale, per l'utilizzo di chiavi inglesi o a tubo (utilizzata per il getto del massimo dalla Keihin e Mikuni)

## Tipo di getto
I getti possono essere:

### Getto del minimo

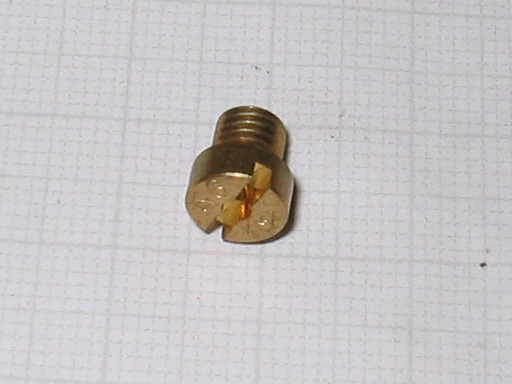
Getto del minimo

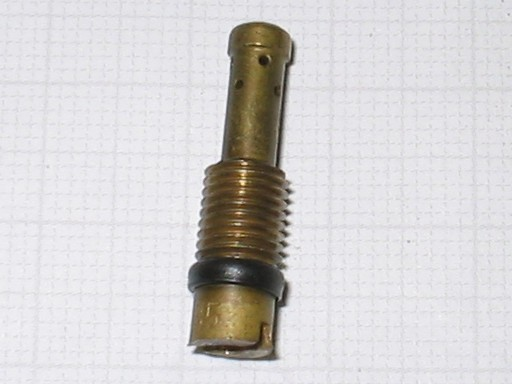
Getto emulsionatore (del minimo) o anche detto gicleur

Il getto del minimo agisce solo sul circuito del minimo e di progressione, principalmente per il primo quarto dell'apertura della valvola gas del carburatore, questo tipo di getto può essere fatto in due modi:
- Getto, è un elemento con un unico foro/orifizio, limitando semplicemente il passaggio del carburante, quindi deve essere accompagnato da un emulsionatore per poter miscelare in modo ottimale il carburante all'aria
- Getto emulsionatore, in quanto integra l'emulsionatore del minimo è un elemento più lungo del semplice getto e con più fori/orifizi ed oltre a limitare l'afflusso di carburante ha il compito di limitare il flusso d'aria dal condotto di progressione a valvola chiusa e di miscelare il carburante all'aria.

### Getto del massimo
Il getto del massimo agisce solo sul circuito del massimo, principalmente per gli ultimi tre quarti dell'apertura della valvola gas del carburatore ed è generalmente il getto di maggiori dimensioni ed è munito di un unico foro per il passaggio del carburante, il quale deve poi passare per il polverizzatore (emulsionatore) che ha il compito di miscelarlo con l'aria.

### Getto di potenza (Power jet)

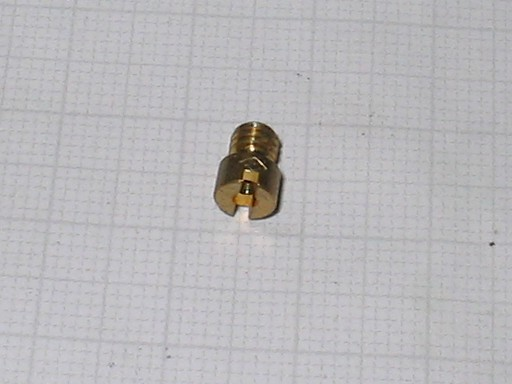
Getto di potenza

Il getto di potenza agisce solo sul circuito di potenza, principalmente quando la valvola gas del carburatore quando è completamente spalancata, aumentando il suo contributo all'aumentare del regime di funzionamento del motore, questo getto è generalmente più contenuto nelle dimensioni rispetto a tutti gli altri.

#### Evoluzione (Power jet elettronico)
Tale sistema di compensazione è stato migliorato con l'introduzione dei power jet elettronici, costituiti da un sistema d'iniezione del carburante incorporato nel carburatore e controllati elettronicamente da una centralina.
Questi elementi sono comparsi fine '80 inizio '90 su mezzi da competizione, in modo da poter controllare in modo ancora più preciso la carburazione, inizialmente tale accorgimento veniva azionato solo quando il comando gas era completamente azionato, poi all'inizio del 2000 si è iniziato a far lavorare tale elemento in modo più completo e rispetto ai suoi albori e al corrispettivo getto di potenza tradizionale, facendolo entrare in funzione anche con un comando gas parzializzato e avvicinando il suo funzionamento a quello di un iniettore e velocizzare la taratura del carburatore, consentendo una veloce ricarburazione tramite la riprogrammazione ed eventuale rielaborazione tramite relativi sensori.

### Getto d'avviamento

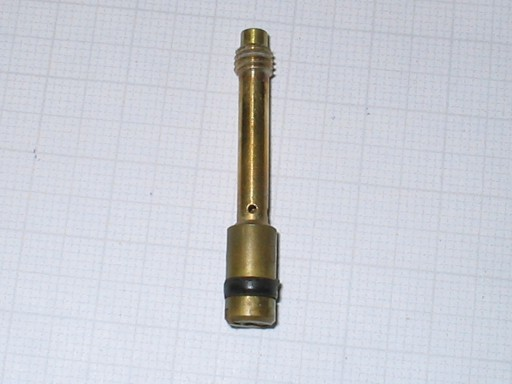
Getto d'avviamento

Il getto d'avviamento agisce solo sul circuito d'avviamento, quando tramite comando manuale o elettronico si apre tale circuito d'arricchimento, questo getto è generalmente più lungo di qualsiasi altro getto, dato che è munito di un emulsionatore molto lungo, che presenta i fori di miscelazione alla base, in modo che l'aria che entra da questi fori sia costretta a miscelarsi con molto carburante e a rimanerne a contatto per un percorso molto lungo.

### Getto dell'aria o freno aria
Questo getto viene utilizzato solo su alcuni carburatori con circuiti controllati elettronicamente, andando a modificare non l'apporto di benzina, ma l'apporto d'aria del condotto d'aspirazione, per questo hanno orifizi più contenuti, inoltre questi getti si possono differenziare per circuito del massimo o del minimo.

## Misurazione del getto
Il getto può essere misurato in due modi:
- Metrica, questa misurazione consiste nel riportare il valore del foro del getto in centesimi di millimetro: ad esempio getto da 80, 120, 200.
- Fluidodinamica, questa misurazione consiste nel riportare il valore della velocità con cui transita il carburante o di quanto ne è transitato attraverso il foro del getto

## Effetti sulla carburazione
I getti dei circuiti del carburante modificano in modo diretto e semplice la carburazione, difatti utilizzando getti di misure minori si impoverisce (smagrisce) la carburazione di quel circuito annesso (getto del minimo circuito del minimo e di progressione), mentre con getti di misure maggiori si arricchisce (ingrassa) la carburazione.

Per quanto riguarda i getti dell'aria vale il discorso opposto, dato che diminuendo il loro valore si ha una carburazione più ricca di benzina (grassa) per via di una riduzione dell'aria miscelata.
Da tenere presente che, l'utilizzo di ugelli per il combustibile troppo grandi, porta ad avere un'influenza minore sulla carburazione, dato che si supera l'area del foro del getto arriva a superare l'area libera che si ha tra polverizzatore e spillo.

## Accorgimenti/varianti
Gli ugelli possono essere creati in modo da poter essere variabili, o tramite una vite che agisce radialmente sul condotto del getto o assialmente tramite un cono che restringe la sezione del getto, generalmente questo tipo di ugelli vengono usati sui carburatori a membrana, ma sono anche del tipo incorporato, quindi non possono essere sostituiti o per lo meno si può rinnovare solo la vite di regolazione, mentre recentemente all'inizio del terzo millennio stanno comparendo gli ugelli regolabili, d'applicare al posto dei tradizionali ugelli non regolabili.